# NGC 514

NGC 514

إن جي سي 514 ،مجرة حلزونية متوسطة تقع في اتجاه كوكبة الحوت وتبعد ما يقرب من 100 مليون سنة ضوئية من مجرة درب التبانة.ونواتها من الهيدروجين الثنائي.وهذا يعني أن إن جي سي 514 لديها نشاط مكثف من تكون النجوم في وسطها.
في حين أنها تبتعد عن مجرتنا بسرعة 2472 كيلومتر في الثانية.وقد تم اكتشافها في 16 أكتوبر 1784 من قبل الفلكي البريطاني فريدريك ويليام هيرشل.